# Maesa andamanica
Maesa andamanica är en viveväxtart som beskrevs av Wilhelm Sulpiz Kurz. Maesa andamanica ingår i släktet Maesa och familjen viveväxter. Utöver nominatformen finns också underarten M. a. longipedicellata.